# Uranoscopus chinensis
Uranoscopus chinensis és una espècie de peix pertanyent a la família dels uranoscòpids.

## Descripció
- El mascle pot arribar a fer 22,1 cm de llargària màxima i la femella 20,14.[6][7]

## Hàbitat
És un peix marí, bentopelàgic i de clima subtropical que viu entre 7 i 64 m de fondària (normalment, entre 10 i 18).

## Distribució geogràfica
Es troba al Pacífic nord-occidental: des del Japó fins a Taiwan.

## Observacions
És inofensiu per als humans.